# Strange Currencies
«Strange Currencies» es una canción de la banda de rock estadounidense R.E.M. Se incluyó en su noveno álbum de estudio, Monster (1994), y fue lanzado como tercer sencillo del álbum el 18 de abril de 1995 por Warner Bros. Records. La canción alcanzó el número nueve en la UK Singles Chart y alcanzó el puesto 47 en los Estados Unidos. Al igual que «Everybody Hurts» en el álbum anterior de R.E.M., tiene un compás de 6
8. El vídeo musical de la canción fue dirigido por Mark Romanek.

## Composición
Stipe ha dicho que la canción trata sobre «cuando alguien realmente piensa que, a través de las palabras, podrá convencer a alguien de que es el único».
La canción casi no apareció en el álbum debido a sus similitudes rítmicas con «Everybody Hurts». Sin embargo, la banda sintió que la melodía de Michael Stipe era demasiado buena para pasarla por alto, por lo que el ritmo original fue ligeramente reelaborado.

## Recepción crítica
Steve Baltin de Cash Box declaró «Strange Currencies» como «quizás la canción más dulce» del álbum Monster. Explicó: «Hay un anhelo simple, mezclado con tranquilidad, en la forma en que Michael Stipe canta “I tripped and fell/did I fall/what I want to feel I want to feel it now”. Una melodía escasa pero encantadora acompaña el tour de force de Stipe. [...] Por supuesto que será un éxito en los medios habituales, es R.E.M.; pero esperen que este estalle en el Top 40 y tal vez incluso en Adult/Contemporary». Chuck Campbell de Knoxville News Sentinel dijo que es la canción «quizás con el atractivo más duradero» del álbum, declarándola como «una pista lánguida en la que Stipe explora el enigma de un posible amante con ataques alternos de determinación. y vulnerabilidad». Andrew Mueller de Melody Maker escribió que «pone el acompañamiento de "Everybody Hurts" a través de un amplificador barato y brutal y reemplaza el bálsamo universal con el heroísmo autodegradante del admirador no correspondido. “Fool might be my middle name”, canta gloriosamente, inútilmente enamorado, “I tripped and I fell...you will be mine”. Ah, el patetismo, la alegría desesperada y engañosa de todo esto. Encantador». Howard Hampton de Spin sintió que es mejor que su «predecesor lacrimógeno», «Everybody Hurts», y lo describió como una pista «trémula, que compromete mi alma».

## Video musical
El vídeo musical que acompaña a «Strange Currencies», dirigido por Mark Romanek, fue filmado en el primer aniversario de la muerte del amigo cercano de Michael Stipe, River Phoenix, y presenta a la última novia de Phoenix, la actriz Samantha Mathis. También cuenta con una actuación temprana del actor y modelo Norman Reedus. Está en blanco y negro y muestra a la banda tocando en una zona industrial. Las imágenes de la banda se intercalan con otras tomas, algunas de las cuales, como la de un niño jugando con un pájaro muerto, sugieren decadencia urbana.
El 27 de junio de 2023 se lanzó un segundo video musical para un remix que incorpora imágenes en vivo de Road Movie y la segunda temporada de The Bear. El 20 de julio de 2023 se publicó un vídeo con la letra del remix del 25 aniversario de Monster.